# Гавань

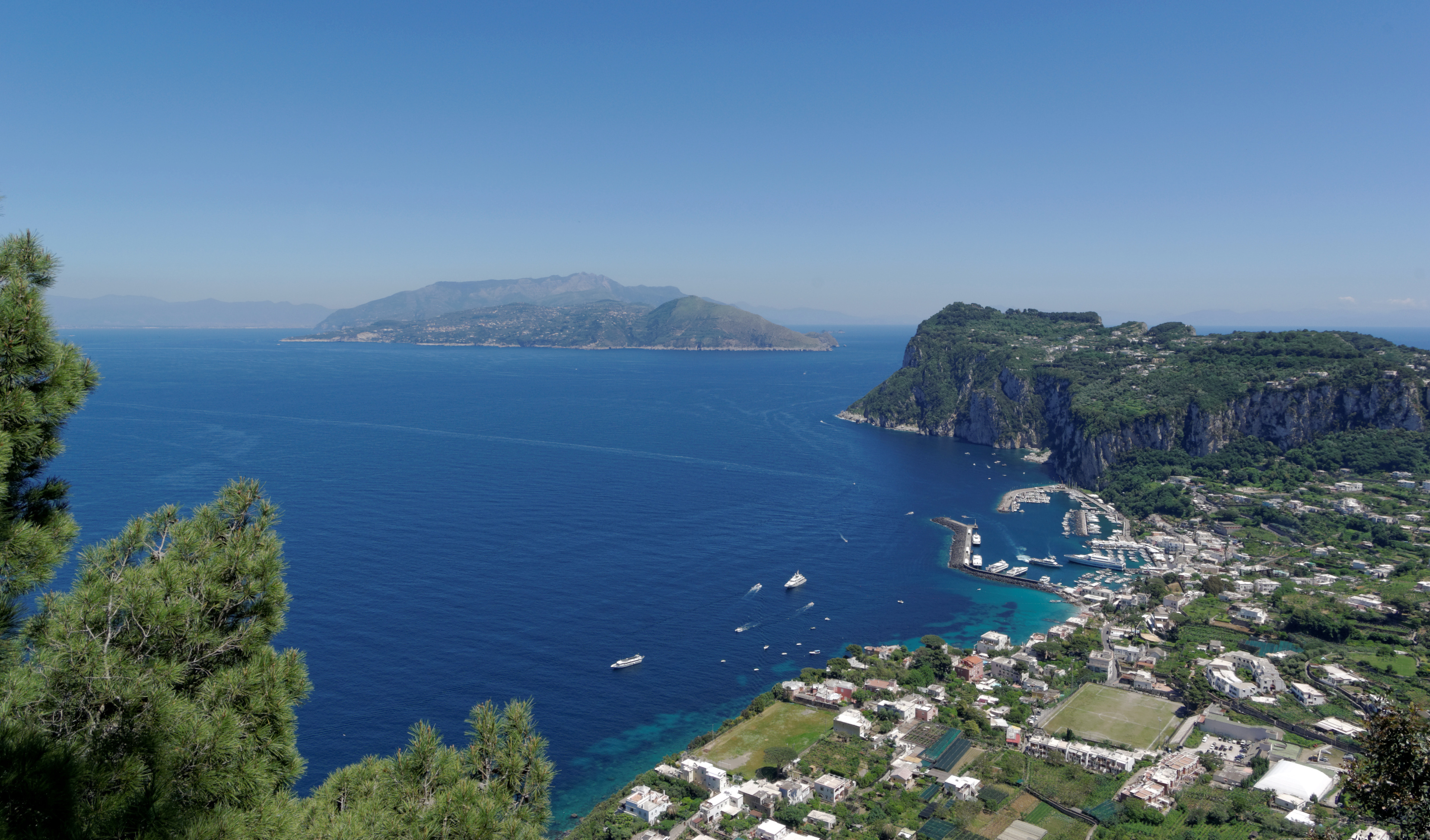
Гавань Марина-Гранді на острові Капрі в Італії. Вигляд з Анакапрі

Га́вань (від нід. haven) — природно захищена від вітру, хвиль, течій і льодоходу частина океану, моря, річки, зручна для стоянки суден, бухта, затока; сага́ (на річці). У переносному значенні — притулок, сховок, укриття, сховище, пристанище.
Гаванню називають також прилеглу до причалів частину портової акваторії, де розвантажують судна (наприклад, нафтова, лісова, вугільна гавань) або провадять посадку-висадку пасажирів (пасажирська гавань). Є гавань для ремонту суден (ремонтна гавань) або їх відстоювання у міжнавігаційний період (зимівельна гавань), а також для стоянки суден спеціального призначення (гавань військова, рибальська тощо).